# Chromonotus
Chromonotus — род долгоносиков из подсемейства Lixinae.

## Описание
Жуки средних размеров, крылатые.
Головотрубка с развитым срединным килем; эпистом слабо обособленный, голый, с дуговидной выемкой по переднему краю. Лоб со срединной точкой. Вентральная сторона головотрубки с неглубокими и тонкими расходящимися швами, ограничивающими субментум; усиковые бороздки у основания головотрубки широко раздвинуты. Прементум равной длины и ширины, его передний край с дуговидной выемкой или с выступами, боковые стороны сходятся к вершине, выемчатые в передней трети и затем равномерно закруглены, задний край с дуговидным выступом; бока прементума в передней трети с одной хетой. Постментум удлиненный, со слабой дуговидной вырезкой по переднему краю, сужен к основанию. Пальпигер крупный, равен по длине двум первым членикам щупика; 3-й сегмент щупика – слабо поперечный, почти квадратный. Усик удлиненный, 2-й членик жгутика значительно длиннее 1-го.
Переднеспинка со слабой предвершинной перетяжкой и слабым медиальным выступом по основному краю, дорсальная сторона ее в точках.
Надкрылья со скошенными плечами.
Ноги удлиненные; внутренний край передних голеней в вершинной половине с выемкой, усаженной короткими острыми зубчиками, или прямой; 1-й и 2-й членики задних лапок удлиненные, снизу с шипиками. Коготки в основании свободные, широко расставленные. Вентриты с явственными голыми точками или без них.
Верх в ланцетовидных, эллиптических либо более или менее явственно трехлопастных чешуйках, нередко имеющих сильно удлиненную центральную лопасть.

## Систематика
По строению генеталий род разделяется на несколько подродов:
- Chromonotus Motschulsky, 1860

Этот подрод включает следующие виды:
1. Chromonotus vittatus (Zoubkoff, 1829)
2. Chromonotus pictus (Pallas, 1771)

- Faustius Arzanov, 2006

1. Chromonotus albolineatus (Ménétriés, 1849)
2. Chromonotus staudingeri Faust, 1894
3. Chromonotus menetriesi Faust 1884

- Chevrolatius Arzanov, 2006

1. Chromonotus bipunctatus (Zoubkoff, 1829)
2. Chromonotus hirsutulus Faust, 1883
3. Chromonotus pilosellus (Fåhraeus, 1842)[1]